# خسوف القمر مايو 2021
سيحدث خسوف كلي للقمر في 26 مايو 2021، وهو أول خسوف كلي للقمر منذ خسوف يناير 2019، وسيكون مرئيًا في مناطق جنوب شرق آسيا وأستراليا وأوقيانوسيا ومعظم ألاسكا وكندا ومعظم الولايات المتحدة وهاواي والمكسيك وأمريكا الوسطى ومعظم أمريكا الجنوبية.

## الرؤية
|              |
| خريطة الرؤية |

## الخسوفات ذات الصلة
- كسوف الشمس في 10 يونيو 2021
- كسوف كلي للشمس في 4 ديسمبر

## روابط خارجية
- cycle 121